# ヴィレム・ホイセン・ファン・カッテンディーケ

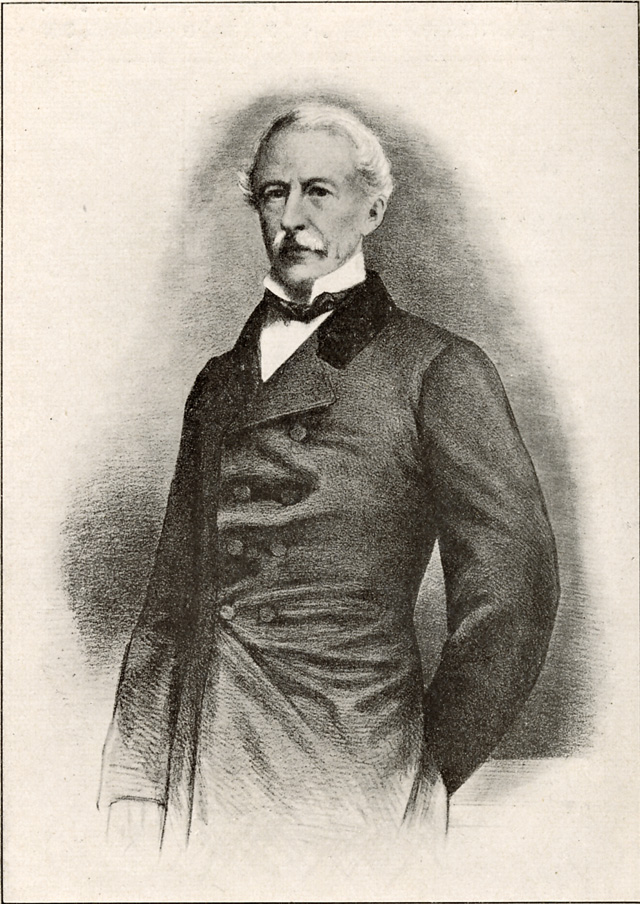
カッテンディーケ

ウィレム・ヨハン・コルネリス・リデル・ホイセン・ファン・カッテンディーケ（Willem Johan Cornelis ridder Huijssen van Kattendijke、1816年1月22日 - 1866年2月6日）は、オランダの海軍軍人、政治家。
日本においては単にカッテンディーケ、カッテンダイケ、カッテンデイケ、カッテンデーケなどと記されることが多いが、本来の姓は「ホイセン・ファン・カッテンディーケ」で、「リデル」は騎士爵の称号である。

## 功績
1857年（安政3年）9月21日、幕末に徳川幕府が発注した軍艦ヤーパン号（後の咸臨丸）を長崎に回航し、幕府が開いた長崎海軍伝習所の第1次教官ペルス・ライケンの後任として第2次教官となる。勝海舟、榎本武揚などの幕臣に、航海術・砲術・測量術など近代海軍教育を精力的に行った。
2年後の1859年（安政5年）、長崎海軍伝習所は閉鎖となり帰国。
1861年、オランダ海軍大臣となり、一時は外務大臣も兼任した。
日本滞在時の回想録（邦訳『長崎海軍伝習所の日々』、水田信利訳、平凡社東洋文庫）の中で、日本の子供の態度についてこう記している。
西洋では子供を厳しくしつけるために鞭打つこともあった。西洋人の目では日本の家庭での子供への接し方が自分たちとは大きく異なっていると見えていた。

## 影響
カッテンディーケの教育を受けた勝海舟の立案によって、1864年（元治元年）に西洋式の海軍士官養成機関・海軍工廠である神戸海軍操練所が設立された。
1859年帰国後も勝海舟とは文通を続けた。